# NGC 2292
NGC 2292 (другие обозначения — ESO 490-48, MCG -4-16-22, VV 178, AM 0645-264, CGMW 2-41, PGC 19617) — линзообразная галактика (SB0) в созвездии Большой Пёс.
Этот объект входит в число перечисленных в оригинальной редакции «Нового общего каталога».
Галактика NGC 2292 входит в состав группы галактик NGC 2280. Помимо NGC 2292 в группу также входят NGC 2280, NGC 2293, ESO 490-45 и ESO 490-10.
Составляет тесную физическую пару с галактикой NGC 2293. На длине волны 200 мм в инфракрасном излучении наблюдается копмпактное излучение из центров галактик. В паре, по-видимому, присутствует тепловое излучение очень холодной межзвёздной пыли, с температурой 13 K, что гораздо ниже обычных значений для взаимодействующих систем.